# Temporada de tufões no Pacífico de 1952
A temporada de tufões no Pacífico de 1952 não tem limites oficiais; durou o ano todo em 1952, mas a maioria dos ciclones tropicais tende a se formar no noroeste do Oceano Pacífico entre junho e dezembro. Essas datas delimitam convencionalmente o período de cada ano em que a maioria dos ciclones tropicais se forma no noroeste do Oceano Pacífico.
O escopo deste artigo é limitado ao Oceano Pacífico, ao norte do equador e a oeste da Linha Internacional de Data. As tempestades que se formam a leste da linha de data e ao norte do equador são chamadas de furacões; veja a temporada de furacões de 1952 no Pacífico. As tempestades tropicais formadas em toda a bacia do Pacífico Ocidental receberam um nome do Fleet Weather Center em Guam.

## Sistemas

### Tufão Dinah
A 23 de junho, Dinah atingiu a oeste da região de Kanto no Japão. 65 pessoas foram mortas e 70 estavam desaparecidas.

### Tufão Emma
O tufão Emma atingiu as Filipinas e o Sul da China, especialmente a ilha de Ainão.

### Tempestade Tropical Freda
Freda enfraqueceu para uma depressão tropical antes de atingir Kyushu.

### Tempestade Tropical Gilda
A tempestade tropical Gilda atingiu a China como uma tempestade tropical.

### Tufão Harriet
Harriet atingiu a China como um tufão de Categoria 3, com ventos de 185 km/h (115 mph).

### Tufão Karen
O tufão Karen atingiu terras, sobretudo a Coreia e o Japão.

### Tufão Olive
O Tufão Olive foi um dos tufões mais fortes da estação do tufão do Pacífico de 1952. Não causou mortes mas ainda assim teve efeitos significativos na Ilha Wake e causou 4 feridos, além de ter custado > 1,6 milhões de dólares em prejuízos.

### Tempestade Tropical Shirley
Shirley rastreada através do Vietname. Shirley enfraqueceu para uma depressão tropical antes de atingir o Vietname.

### Tufão Trix
O tufão Trix foi um tufão mortífero que atingiu as Filipinas como tufão de Categoria 3. Ele atingiu a região de Bicol, matando 995 pessoas.

### Tufão Vae
Depois de atacar o Vietname, Vae atravessou para a Oceano Índico Norte antes de dissipar.

### Tufão Wilma
A 26 de uutubro, dez pessoas perderam-se quando um WB-29 da USAF desapareceu durante um voo no SuperTufão Wilma.

## Nomes das tempestades
| - Charlotte - Dinah - Emma - Freda - Gilda - Harriet - Ivy - Jeanne - Karen | - Lois - Mary - Nona - Olive - Polly - Rose - Shirley - Trix - Vae | - Wilma - Agnes - Bess - Carmen - Della - Elaine - Faye - Gloria - Hester |